# Verges (kommunhuvudort)
Verges är en kommunhuvudort i Spanien.   Den ligger i provinsen Província de Girona och regionen Katalonien, i den östra delen av landet, 600 km öster om huvudstaden Madrid. Verges ligger 20 meter över havet och antalet invånare är 1 166.
Terrängen runt Verges är huvudsakligen platt, men österut är den kuperad.Runt Verges är det ganska glesbefolkat, med 50 invånare per kvadratkilometer. Närmaste större samhälle är Torroella de Montgrí, 7,1 km öster om Verges. Trakten runt Verges består till största delen av jordbruksmark.